# Бейрак, Анатолий Александрович
Анатолий Александрович Бейрак (род. 14 сентября 1959 года, Москва) — российский театральный режиссёр. Член СТД РФ. Имеет степень магистра режиссуры.

## Биография
В 1985—1991 учился на режиссерском факультете ГИТИСа (мастерская Бориса Голубовского), позднее преподавал там. По его окончании поступил в аспирантуру (мастерская Андрея Гончарова).
С 1995 по 2009 годы работал режиссёром-постановщиком в Государственном академическом театре Ярославля.
2009—2016 — режиссёр-постановщик Московского государственного театра имени Гоголя.
С 2016 по 2017 год — главный режиссёр Калужского областного драматического театра.

## Постановки
- «Венецианские близнецы»
- «Фома»
- «Танго»
- «Без вины виноватые»
- «Соперники»
- «Два веронца»
- «Соло для часов с боем»
- «Тетка Чарлея»
- «Дураки на периферии»
- «Рождественская песня»
- «Загнанная лошадь»
- «Поминальная молитва»

и др.

## Пресса
- Театральная жизнь, Выпуски 1-5.2003 год
- Культурные итоги года: искусство начинается со скандала. Ольга Подолян, Вести. ФМ Архивная копия от 20 декабря 2016 на Wayback Machine
- «Без вины виноватые» сорвали бурю аплодисментов. Александр Фалалеев, kp40.ru.
- Два веронца — классическая постановка Анатолия Бейрака. Анна Синицына, Интернет-портал «СмайлКалуга» 26 сентября 2014.
- Два калужца. Владимир Карпов, «Калужский перекрёсток» от 30.09.2014. Архивная копия от 13 декабря 2016 на Wayback Machine
- Осторожно, двери открываются…. Владимир Андреев, Газета «Весть» от 28.09.2014. Архивная копия от 17 апреля 2017 на Wayback Machine
- Вообще, таки, да. Владимир Андреев, Газета «Весть» от 21 сентября 2015.
- Калужский театр открыл 239 театральный сезон (ТРК НИКА). Владимир Андреев, Интернет-сайт ТРК НИКА от 19.09.2015. Архивная копия от 26 марта 2017 на Wayback Machine
- Калужский театр открыл 239 театральный сезон (SmileKaluga). Анна Синицына, Интернет-портал SmileKaluga от 19 сентября 2015. Архивная копия от 16 ноября 2016 на Wayback Machine
- Калужский драмтеатр открыл сезон «Поминальной молитвой». Владимир Петров, Интернет-портал Kaluga 24.tv от 21.09.2015. Архивная копия от 6 февраля 2017 на Wayback Machine
- О вечном с юмором и горчинкой. Владимир Карпов, Газета «Калужский перекрёсток» от 23 сентября 2015. Архивная копия от 25 сентября 2016 на Wayback Machine
- И мир вам. Журнал «Жить хорошо» от 5 ноября 2015. Архивная копия от 2 мая 2016 на Wayback Machine